# Orzeł za najlepszą muzykę filmową
Laureaci Orłów w kategorii najlepsza muzyka:

## Laureaci i nominowani

### Lata 1990–1999
- 1998 Zygmunt Konieczny − Historia kina w Popielawach
  - Krzesimir Dębski − Ciemna strona Wenus
  - Marcin Pospieszalski − Demony wojny według Goi
  - Wojciech Waglewski − Kroniki domowe
  - Tomasz Stańko − Łóżko Wierszynina

- 1999 Wojciech Kilar − Pan Tadeusz
  - Michał Urbaniak − Dług
  - Tomasz Stańko − Egzekutor
  - Krzesimir Dębski − Ogniem i mieczem
  - Wojciech Kilar − Tydzień z życia mężczyzny

### Lata 2000–2009
- 2000 Wojciech Kilar − Życie jako śmiertelna choroba przenoszona drogą płciową
  - Jan Kanty Pawluśkiewicz − Córy szczęścia
  - Marcin Pospieszalski − Prawo ojca
  - Zygmunt Konieczny − Prymas. Trzy lata z tysiąca
  - Jerzy Matuszkiewicz − Syzyfowe prace

- 2001 Grzegorz Ciechowski − Wiedźmin (przyznany pośmiertnie)
  - Tomasz Stańko − Cisza
  - Jan Kanty Pawluśkiewicz − Mała Vilma
  - Jan A.P. Kaczmarek − Quo vadis
  - Zygmunt Konieczny − Szczęśliwy człowiek

- 2002 Wojciech Kilar − Pianista
  - Jerzy Satanowski − Dzień świra
  - Wojciech Lemański − Edi
  - Wojciech Kilar − Suplement
  - Wojciech Kilar − Zemsta

- 2003 Zygmunt Konieczny − Pornografia
  - Krzesimir Dębski − Stara baśń. Kiedy słońce było bogiem
  - Leszek Możdżer − Nienasycenie

- 2004 Tymon Tymański − Wesele
  - Adrian Konarski − Pręgi
  - Bartłomiej Gliniak − Mój Nikifor
  - Paweł Mykietyn − Ono

- 2005 Wojciech Kilar − Persona non grata
  - Michael Nyman − Jestem
  - Bartłomiej Gliniak − Komornik
  - Dżem − Skazany na bluesa
  - Daniel Bloom − Tulipany
  - Richard G. Mitchell − Wróżby kumaka

- 2006 Zygmunt Konieczny − Jasminum
  - Bartłomiej Gliniak − Palimpsest
  - Paweł Szymański − Plac Zbawiciela

- 2007 Krzysztof Penderecki − Katyń
  - Paweł Szymański − Korowód
  - Włodzimierz Pawlik − Pora umierać

- 2008 Paweł Mykietyn − 33 sceny z życia
  - Wojciech Kilar − Serce na dłoni
  - Paweł Szymański − Środa, czwartek rano

- 2009 Włodzimierz Pawlik − Rewers
  - Wojciech Kilar − Rewizyta
  - Paweł Mykietyn − Tatarak

### Lata 2010–2019
- 2010 Paweł Mykietyn − Essential Killing
  - Daniel Bloom − Wszystko, co kocham
  - Zygmunt Konieczny − Święty interes

- 2011 Michał Lorenc  − Czarny Czwartek. Janek Wiśniewski padł
  - Antoni Łazarkiewicz − W ciemności
  - Lech Majewski, Józef Skrzek − Młyn i krzyż

- 2012 Krzysztof Komeda, Mariusz Ostański – Komeda, Komeda...
  - Mikołaj Trzaska – Drogówka
  - Alexandre Desplat – Rzeź

- 2013 Jan Kanty Pawluśkiewicz – Papusza
  - Mateusz Pospieszalski – Mój biegun
  - Alexandre Desplat – Wenus w futrze

- 2014 Czesław Niemen – Sen o Warszawie
  - Witold Lutosławski – Granatowy zeszyt
  - Jan Duszyński – Jack Strong
  - Wojciech Kilar – Obce ciało

- 2015 Wojciech Karolak – Excentrycy, czyli po słonecznej stronie ulicy
  - Maciej Zieliński – Fotograf
  - Paweł Mykietyn – 11 minut

- 2016 Mikołaj Trzaska – Wołyń
  - Bartłomiej Gliniak – Na granicy
  - Maciej Zieliński – Sługi boże

- 2017 Radzimir Dębski – Sztuka kochania
  - Sandro di Stefano – Człowiek z magicznym pudełkiem
  - Ishai Adar – Droga Aszera
  - Łukasz Targosz – Magiczna zima Muminków
  - Bruno Coulais – Maria Skłodowska-Curie
  - Clint Mansell – Twój Vincent

- 2018 Mikołaj Trzaska – Kler
  - Filip Mišek – Fuga
  - Alexandre Desplat – Prawdziwa historia

- 2019 Leszek Możdżer – Ikar. Legenda Mietka Kosza[1]
  - Sacha Galperine, Evgeni Galperine – Boże Ciało
  - Paweł Szymański – Dziura w głowie
  - Andrzej Korzyński – Mowa ptaków
  - Maciej Zieliński − Sługi wojny

### Lata 2020–2029
- 2020 Tadeusz Nalepa – Zabij to i wyjedź z tego miasta[2]
  - Hania Rani – Jak najdalej stąd
  - Michał Jacaszek – Sala samobójców. Hejter
  - Włodek Pawlik – Wszystko dla mojej matki
  - Antoni Komasa-Łazarkiewicz i Mary Komasa-Łazarkiewicz – Szarlatan

- 2021 Marcin Masecki – Powrót do tamtych dni[3]
  - Maciej Zieliński – Gierek
  - Szymon Wysocki – Każdy ma swoje lato
  - Jan A.P. Kaczmarek – Magnezja
  - Cezary Skubiszewski – Mosquito State
  - Jan A.P. Kaczmarek – Śmierć Zygielbojma
  - Mikołaj Trzaska – Wesele
- 2022 Paweł Mykietyn – IO
  - Marek Napiórkowski – Bejbis
  - Bartłomiej Gliniak – Marzec ’68
  - Marcin Macuk, Zuzanna Wrońska – Silent Twins
  - Adrian Konarski – Szczęścia chodzą parami
  - Maciej Zieliński – Święta inaczej

- 2023 L.U.C. – Chłopi
  - Jan Komar – Doppelgänger. Sobowtór
  - Zygmunt Konieczny – Figurant
  - Mikołaj Trzaska – Kos
  - Paweł Lucewicz – Znachor

- 2024 Frederikke Hoffmeier – Dziewczyna z igłą
  - Jacek Grudzień – Biała odwaga
  - Łukasz Targosz – Diabeł
  - KSU, Eugeniusz Olejarczyk – Idź pod prąd
  - Mikołaj Trzaska – Koński ogon
  - Jan Komar, Mikołaj Majkusiak, Bartłomiej Tyciński – Kulej. Dwie strony medalu
  - Bartosz Chajdecki – Simona Kossak
  - Tomasz Gąssowski – Wróbel